# السواسي
السواسي هي إحدى مدن الجمهورية التونسية، تتبع إدارياً ولاية المهدية، ويبلغ عدد سكانها بنحو 20000 ساكن من مختلف المناطق. بها 11 منطقة منها: المنصورة، سيدي زيد، أولاد بو هلال، الثوابتية، الكساسبة، الزعيرات، أولاد مولاهم الشمالية، أولاد مولاهم الغربية، الشحيمات القبلية، المسلان. تتميز السواسي بطابعها الفلاحي (تربية الماشية والزراعات) ويعرف أهالي مدينة السواسي بالكرم وحسن الضيافة، ومن بين أشهر مواليدها: الشاعر محمد الصغير الساسي، والقائمة تطول بأسماء عدة لثوريين ساهموا في تحرير تونس من الاستعمار الفرنسي.
السواسي هي مدينة تتكون من ثلاث أحياء حي إبن خلدون ( أكبر حي فيها )لافهاش الملاجي الفيلات.
facebook.com/smala5140

## مواضيع ذات علاقة
- ولاية المهدية.

1. ↑  "المناطق الترابية (العمادات) حسب الولايات والمعتمديات". اطلع عليه بتاريخ 2024-11-30.
2. ↑   http://www.collectiviteslocales.gov.tn/fr/sites-web-des-municipalites/. {{استشهاد ويب}}: |url= بحاجة لعنوان (مساعدة) والوسيط |title= غير موجود أو فارغ (من ويكي بيانات) (مساعدة)